# Die Tiefe
Die Tiefe (Originaltitel: The Deep) ist ein Abenteuerfilm von Peter Yates aus dem Jahr 1977 mit Jacqueline Bisset und Nick Nolte. Er basiert auf dem Roman Das Riff (original The Deep) von Peter Benchley.

## Handlung
Während eines Tauchurlaubs auf den Bermudas entdeckt das Paar Gail Berke und David Sanders in dem Wrack eines gesunkenen Transportschiffes neben einem alten Medaillon auch eine Glasampulle. Diesen Fund zeigen sie dem mürrischen Einsiedler und Schatzsucher Romer Treece. Allerdings hat auch der haitianische Gangster Henri Cloche von dem Fund erfahren und versucht, dem Pärchen die Glasampulle, die Morphium enthält, nach einer Verfolgungsjagd über die Insel zu entwenden.
Romer Treece – nach dem Zwischenfall von Gail und David zur Rede gestellt – klärt die beiden darüber auf, dass am Fundort vermutlich noch mehr Morphium aus der Ladung des Transportschiffes zu finden sei. In der Folge ergeben sich diverse Begegnungen zwischen Cloche und dessen Bande (die hinter dem Morphium her sind), sowie Gail, David und Romer Treece (die versuchen, den zum Medaillon gehörenden Schatz aus einem unter dem Wrack des Transportschiffes liegenden Schiff aus dem 18. Jahrhundert zu finden). Nach einem Unterwasserkampf sprengt Treece das Wrack, wobei es ihm gelingt, in letzter Sekunde das die Echtheit der Funde beweisende Schmuckstück, einen Anhänger in Drachenform, zu retten.
Vor der Sprengung werden Treece und David von Cloches Bande unter Wasser angegriffen. Gail, die auf dem Boot zurückgeblieben war, tötet einen Gangster, der sie attackiert. Cloche selbst wird kurz vor der Sprengung bei dem Zweikampf mit David von einer riesenhaften Muräne angegriffen und getötet. Bei der Sprengung kommt der Rest von Cloches Bande ums Leben.

## Sonstiges
- Die Dreharbeiten dauerten 151 Tage und fanden auf den Britischen Jungferninseln, auf den Bermudas und in Australien statt.
- Ein Großteil der Unterwasseraufnahmen wurde tatsächlich im Meer absolviert, in bis zu 30 Metern Tiefe, unter Verwendung echter Wracks. Es waren mehr als 9.000 Tauchgänge nötig. Neben den Schauspielern, Kameraleuten und Sicherheitspersonal war auch Regisseur Peter Yates immer mit unter Wasser. Er konnte über ein spezielles Gerät Anweisungen an die Crew geben.
- Lediglich die Schlussszenen wurden in einem künstlichen Wasserbecken mit 3,8 Millionen Liter Fassungsvermögen gedreht. Es hatte einen Durchmesser von 40 Metern und war 10 Meter tief.
- Das Wrack, in dem die Morphiumampullen liegen, ist in Wirklichkeit die Rhone, die 1867 vor der Küste von Salt Island, einer Insel der Britischen Jungferninseln, sank. Das Schiff brach damals in zwei Teile. Der Teil, in dem die Dreharbeiten stattfanden, liegt knapp 25 Meter unter dem Meeresspiegel.
- Der Leuchtturm wurde extra für die Dreharbeiten gebaut und tatsächlich in die Luft gesprengt.
- Die Tauchmaske, die Jacqueline Bisset in den Unterwassersequenzen trägt, ist eine Sonderanfertigung, damit mehr von ihrem Gesicht zu sehen ist.
- Im Gegensatz zum Film überlebt Romer Treece die Sprengung des Wracks im Buch nicht.
- Robert Shaw hatte bereits zwei Jahre zuvor eine Hauptrolle in Der weiße Hai, dessen Romanvorlage und Drehbuch ebenfalls von Peter Benchley stammen.
- 2005 gab es eine Neuverfilmung unter dem Titel Into the Blue mit Paul Walker und Jessica Alba.

## Kritiken
Das Lexikon des internationalen Films bezeichnete den Film als einen „lediglich in den Unterwasser-Sequenzen fesselnder Unterhaltungsfilm“, der durch ein „dünnes Drehbuch“, „schwache schauspielerischen Leistungen“ und der „einfallslosen Regie“ langweile.
Bodo Fründt schrieb in der Zeit vom Oktober 1977, dass der Film unter Wasser technisch perfekt und recht kurzweilig inszeniert sei. An Land ähnele der Film fatal einem gestrandeten Wal, der im ungewohnten Element kurz vor dem Exitus stehe.

## Auszeichnungen
Der Film wurde im Jahr 1978 nominiert für den Oscar für den Besten Ton. Er wurde 1978 nominiert für den BAFTA Award für die Beste Kameraarbeit. Außerdem wurde der Song Down Deep Inside, gesungen von Donna Summer, 1978 in der Kategorie Bester Song (Best Original Song – Motion Picture) für den Golden Globe Award nominiert.